# Philarctus bergrothi
Philarctus bergrothi är en nattsländeart som beskrevs av Mclachlan 1880. Philarctus bergrothi ingår i släktet Philarctus och familjen husmasknattsländor. Inga underarter finns listade i Catalogue of Life.